# Árnyékkabinet

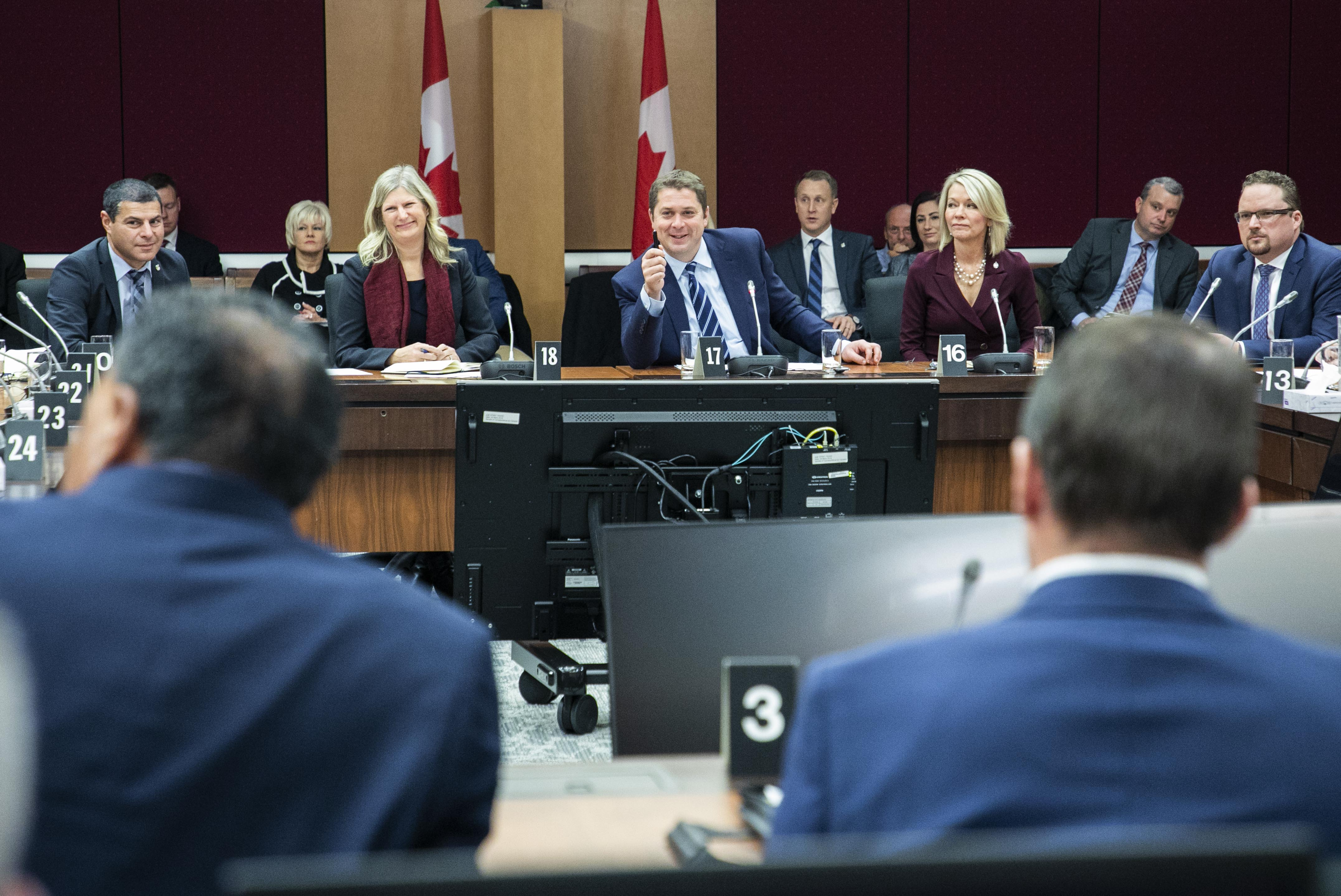
A kanadai árnyékkormány első ülése a 2019-es kanadai szövetségi választás után

Az árnyékkabinet (vagy árnyékkormány) olyan ellenzéki politikusokból álló, általában nem hivatalos csoport, amely többnyire a hivatalban levő kormány minisztériumszerkezetét követve alternatív testületet alkot. Célja általában annak bemutatása, hogy bizonyos kérdésekben az adott ellenzéki párt hogyan cselekedne, ha kormányon lenne. Ezáltal e párt saját alternatív kormányzóképességét is demonstrálni igyekszik a közvélemény előtt.

## Nagy-Britanniában
A westminsteri típusú (azaz Nagy-Britannia után modellezett) demokráciákban az árnyékkabinetet többnyire hivatalossá is tették, így például az Egyesült Királyságban a Hivatalos Ellenzéki Árnyékkabinet (Official Opposition Shadow Cabinet) az, amelynek nem csak lehetősége, hanem feladata is alternatív javaslatokat kidolgozni a kormánypárti felvetésekre. Vezetője a mindenkori ellenzék vezetője. Az utóbbi egyben hivatalos titulus is a brit mintájú demokráciák többségében, a tisztség betöltőjét a rendes képviselői juttatásokon felül is javadalmazzák.

## Magyarországon
Magyarországon ilyen nem hivatalos árnyékkormányok voltak például a Magyarországi Tanácsköztársaság idején létrejött ellenforradalmi kormányok, vagy a Szálasi-kormánnyal párhuzamosan működő nyilas központi irányító szervezet, a nemzetvezetői munkatörzs.
2022. szeptember 16-án a Demokratikus Koalíció bejelentette, hogy árnyékkormányt alakít, erre a párt elnöksége Dobrev Klárát kérte fel, aki el is fogadta a felkérést. 2022. szeptember 19-én megalakult Dobrev Klára árnyékkormánya. A DK számára sikertelen 2024-es választások után ez az árnyékkormány beszüntette tevékenységét.